# Guerres de l'eau en Californie
 (octobre 2021).
Si vous disposez d'ouvrages ou d'articles de référence ou si vous connaissez des sites web de qualité traitant du thème abordé ici, merci de compléter l'article en donnant les références utiles à sa vérifiabilité et en les liant à la section « Notes et références ».
Pour les articles homonymes, voir Guerre de l'eau.

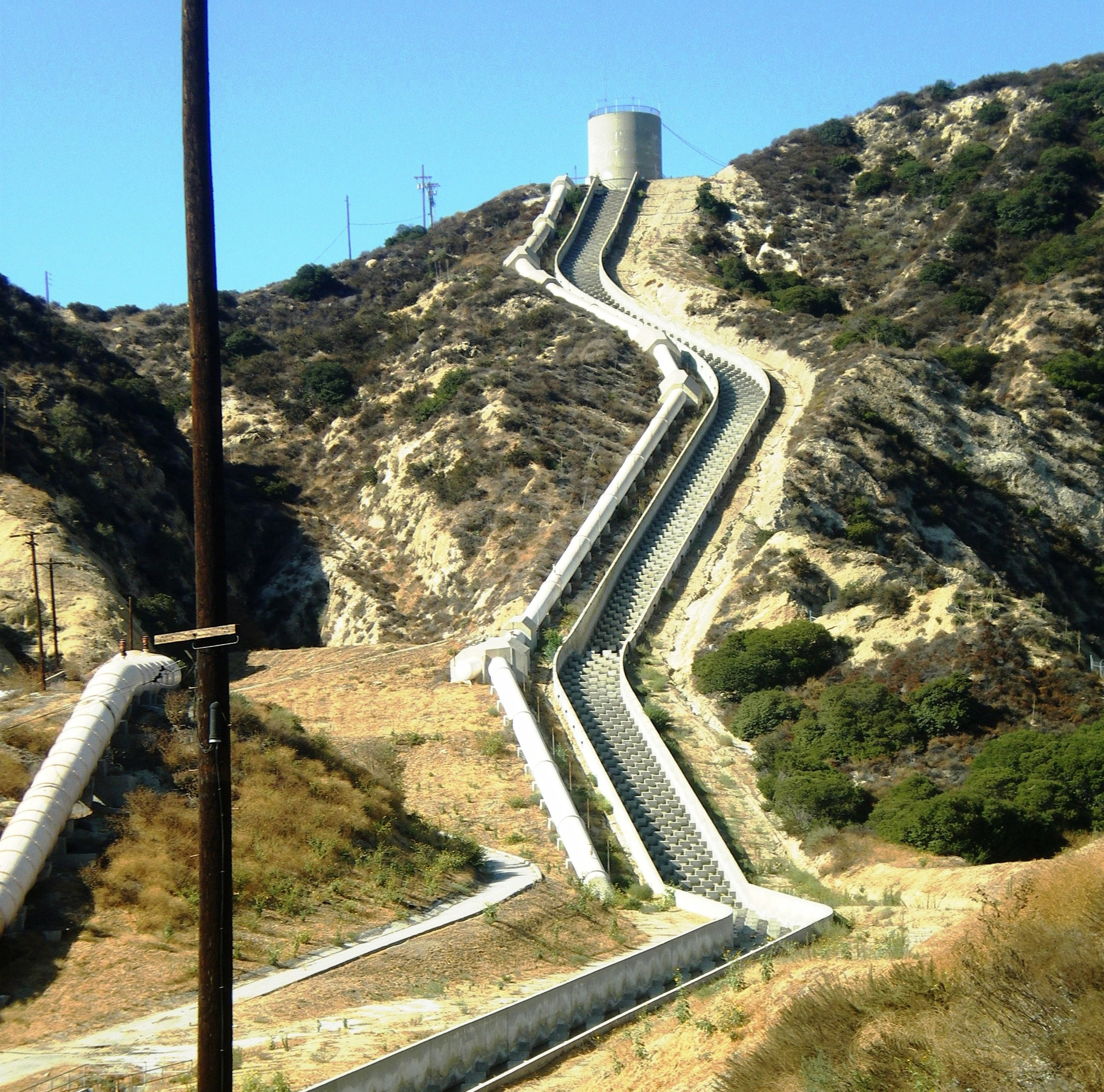
Aqueduc de Los Angeles à Sylmar.

Les guerres de l'eau en Californie (anglais : California Water Wars) désignent les différends entre la ville de Los Angeles et les fermiers de la vallée de l'Owens en Californie concernant les droits de l'eau. Les conflits découlent principalement de l'emplacement dans une zone semi-aride de Los Angeles et la disponibilité de l'eau de la Sierra Nevada dans la vallée de l'Owens.

## Historique
Dans les années 1880-90, Frederick Eaton et William Mulholland comprennent que l'obstacle principal à l'extension de la ville de Los Angeles est son approvisionnement en eau. Ces derniers se rendent compte que la vallée de l'Owens possède un trop-plein d'eau provenant de la Sierra Nevada et qu'un aqueduc pourrait conduire cette eau jusqu'à Los Angeles. 
Au XXe siècle la vallée de l'Owens devient la scène d'affrontement  où corruption et manipulation opposent les résidents locaux et la ville de Los Angeles pour obtenir les droits sur l'eau.